# Macrostomus palliatus
Macrostomus palliatus är en tvåvingeart som beskrevs av Daniel William Coquillett 1902. Macrostomus palliatus ingår i släktet Macrostomus och familjen dansflugor. Inga underarter finns listade i Catalogue of Life.